# Miguel Ángel Asturias
Miguel Ángel Asturias Rosales - cunoscut mai ales ca Miguel Ángel Asturias - (n. 19 octombrie 1899, Ciudad de Guatemala, Guatemala – d. 9 iunie 1974, Madrid, Spania) este cel mai important scriitor din Guatemala, creația sa literară fiind răsplătită cu un Premiul Nobel pentru Literatură în anul 1967.

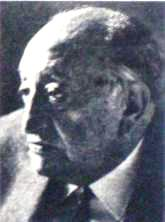
Miguel Ángel Asturias

## Motivația Juriului Nobel
"pentru creația lui literară plină de viață, adânc înrădăcinată în modul de viață  și tradițiile indigenilor din America Latină."

## Viața
S-a născut la 19 octombrie 1899, în Ciudad de Guatemala. Pentru a scăpa de persecuțiile dictatorului Estrada Cabrera, părinții săi se refugiază la țară, în provincia Baja Veracruz. Astfel, Asturias și-a petrecut o mare parte din copilărie în atmosfera încărcată cu miturile indiene, care aveau să-i influențeze în mare măsură operele literare. Mai târziu se întoarce cu părinții săi în capitală, unde va urma cursurile liceale, iar apoi se va înscrie la Facultatea de drept.
În 1920 participă împreună cu ceilalți studenți la revolta care a răsturnat regimul lui Cabrera. Peste trei ani este însă silit să fugă din țară din cauza loviturii militare din 1921 și a prigoanei la care erau supuși cei cu vederi progresiste.
Între 1923 și 1933 locuiește în Paris, aceasta reprezentând o perioadă importantă pentru formarea viitorului scriitor. Traduce în limba spaniolă Popol Vuh, epopeea indienilor quiches și publică volumul Legendele Guatemalei. Succesul traducerii în franceză a acestui volum îl integrează societății artistice din Paris. Îi cunoaște pe Henri Barbusse, Pablo Picasso, Jean Cocteau, Tristan Tzara și întreține o strânsă prietenie cu latino-americanii Cesar Vallejo, Alejo Carpentier, Arturo Uslar Pietri. Întreține o bogată activitate politică și publicistică, publicând peste 2000 de articole în ziarele și revistele din Guatemala, Mexic, Argentina.
În 1933 Miguel Ángel Asturias se întoarce în Guatemala, scrie sonete și alte poeme (reunite mai târziu într-o antologie publicată la Buenos Aires). După căderea dictatorului Ubico (1944), se implică în viața politică a țării sale, reprezentând Guatemala ca ministru consilier la Buenos Aires și Paris, și ca ambasador în El Salvador. Tot în această perioadă se impune ca un mare romancier de limbă spaniolă, publicând romanele Domnul Președinte și Oameni de porumb.

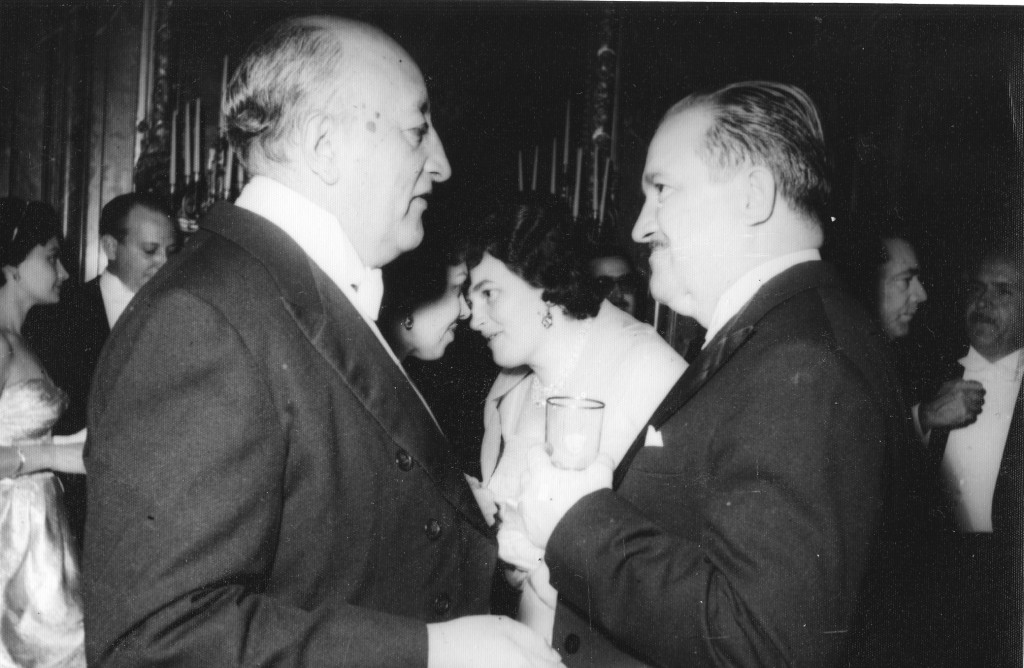
Scriitorul guatemaltec Miguel Angel Asturias, laureat Nobel, și scriitorul român Francisc Păcurariu - Buenos Aires, 1961.

Miguel Ángel Asturias primește Premiul Lenin pentru pace în 1966 și Premiul Nobel pentru Literatură în 1967.
Și-a petrecut ultima perioadă a vieții la Madrid. A murit în data de 9 iunie 1974 și a fost înmormântat în Cimitirul Père-Lachaise din Paris.

## Opera
- Arquitectura de la vida nueva (1928)
- Leyendas de Guatemala („Legendele Guatemalei”) (1930)
- Sonetos („Sonete”) (1936)
- El señor Presidente („Domnul Președinte”) (1946)
- Hombres de maíz („Oameni de porumb”) (1949)
- „Trilogia bananieră”
  - Viento fuerte („Vînt puternic”) (1950)
  - El papa verde („Papa verde”) (1954)
  - Los ojos de los enterrados („Ochii îngropaților”) (1960)
- Carta Aérea a mis amigos de América (1952)
- Week-end en Guatemala („Weekend în Guatemala”) (1956)
- El alhajadito (1961)
- Mulata de tal („O oarecare mulatră”) (1963)
- Rumania, su nueva imagen („România și noul său chip”) (1964)
- Latinoamérica y otros ensayos („America Latină și alte eseuri”) (1968)
- Malandrón (1969)
- Viernes de Dolores (1972)
- América, fábula de fábulas (1972)
- Sociología guatemalteco (1977)
- Tres de cuatro soles (1977)